# Wilhelm Paeßler
Carl Wilhelm Gottfried Paeßler (* 18. September 1809 in Gernrode; † 20. August 1884 in Harzgerode) war ein deutscher Ornithologe, Oologe, Lehrer und evangelischer Theologe. Paeßler wurde in Mühlstedt begraben.

## Leben und Wirken
Paeßler stammte aus einer alteingesessenen Anhaltischen Familie von Beamten, Theologen und Hofbesitzern, zu denen u. a. das Melanchthonhaus gehörte. Sein Vater Ernst Paeßler war Justizamtsmann in Gernrode.
Seine Frau Agnes Marie Elise geb. Böther (1828–1872) war die Schwester von Hermine Laura Elise Böther (1830–1898). Diese war mit Karl Albert Naumann verheiratet, der wiederum ein Sohn von Carl Andreas Naumann und ein Neffe von Johann Friedrich Naumann war. Seine große Eiersammlung ging an seine in Hamburg lebenden Söhne Ernst Karl Wilhelm Paeßler (1851–1909) und Carl Friedrich Richard Paeßler (1856–1942), die die Sammlung noch bis zu ihrem Tod erweiterten. Richard Paeßler vermachte die Eiersammlung dem Zoologischen Museum Hamburg, wo sie im Bombenhagel am 29./30. Juni 1943 zerstört wurde. Ein weiter Sohn namens Alfred Paeßler (1858–1933) lebte ebenfalls in Hamburg. Insgesamt hatte Paeßler fünf Söhne.
Im Jahr 1822 besuchte Wilhelm Paeßler das Gymnasium in Zerbst, welches er 1830 mit Censur ersten Grades verließ. Noch im gleichen Jahr begann er in Leipzig ein Studium der Philologie und der Theologie. 1834 schloss er das Studium in Köthen mit pro candidatura ab. Wegen seiner früheren Zugehörigkeit zur Leipziger Burschenschaft Germania wurde gegen ihn eine Criminaluntersuchung eingeleitet, die erst sehr viel später mit seinem Freispruch endete. So musste er zwischen 1834 und 1841 seinen Unterhalt als Hauslehrer bestreiten, ehe er 1841 in Köthen an der Töchterschule angestellt wurde. Ostern 1848 wurde er Rektor und Nachmittagsprediger in Roßlau, 1852 Pastor in Brambach. 1859 wurde er schließlich als Pastor nach Mühlstedt berufen. 1881 ging er in den Ruhestand und zog zu seinem dritten Sohn Ernst, der Apotheker in Harzgerode war.
Vom 1. bis 3. Oktober 1850 trafen sich 12 Ornithologen in Leipzig und verabschiedeten die ersten provisorischen Statuten der DO-G. Anwesend waren der u. a. August Carl Eduard Baldamus, Eduard Friedrich Poeppig der Inspektor des naturhistorischen Museums Robert Tobias, der Arzt Ernst Schnürpel, der Pastor Heinrich Zander (1800–1876), der Fabrikbesitzer Gottlob Heinrich Kunz, Professor Dr. Johann Friedrich Naumann, der Naturforscher Richard Freiherr Koenig von und zu Warthausen (1830–1911), der Gutsbesitzer Johann Kratzsch (1809–1887), der Lizenziat Friedrich Wilhelm Assmann, ein Herr Pegner und Rektor Wilhelm Paeßler. Baldamus wurde zum provisorischen Sekretär, Kratsch zum Rendanten gewählt. Vorbehaltlich der Zustimmung der Abwesenden wurden Naumann, Zander, Eugen Ferdinand von Homeyer (1809–1889), Martin Hinrich Lichtenstein (1780–1857) und Pastor Brehm in den Vorstand gewählt.
Paeßler erarbeitete sich nicht nur einen Namen als Oologe und Nidologe. Als erfahrener Brutbiologe und Faunist publizierte er viele Artikel in den Fachzeitschriften Naumannia und Journal für Ornithologie, oft über die Avifauna Sachsen-Anhalts. Als Christian Ludwig Brehm für Friedrich Wilhelm Justus Baedekers Die Eier der europaeischen Voegel nach der Natur gemalt nach einem weiteren Autoren suchte, fiel seine Wahl auf Paeßler. Das Gemeinschaftswerk, das zwischen 1855 und 1867 erschien, galt sicher als seine wichtigste Publikation. Für Baedeker und Naumann schrieb er schließlich im Journal für Ornithologie den Nachruf.
Zu Paeßlers Freundeskreis gehörten Altmeister wie August Carl Eduard Baldamus, Theobald Johannes Krüper (1829–1917), der Forstmeister Gustav Ernst Friedrich Wiese (1809–1887), Eugen Ferdinand von Homeyer, Martin Hinrich Lichtenstein, Friedrich August Ludwig Thienemann und der Sammler Leopold Schrader (1812–1878).

## Publikationen (Auswahl)
- Ueber den Natternadler, Aquila brachydactyla. In: Naumannia. Archiv für die Ornithologie, vorzugsweise Europa’s. Organ des deutschen Ornithologen-Vereins, unter Mitwirkung vieler Ornithologen. Band 1, Nr. 1, 1849, S. 24–28 (biodiversitylibrary.org).
- Beobachtungen über Abweichungen einiger Vögel in Bezug auf den Bau des Nestes und die Grösse und Farbenzeichnung der Eier. In: Naumannia. Archiv für die Ornithologie, vorzugsweise Europa’s. Organ des deutschen Ornithologen-Vereins, unter Mitwirkung vieler Ornithologen. Band 1, Nr. 2, 1850, S. 38–50 (biodiversitylibrary.org).
- Beobachtungen über einige inländische Vögel. In: Naumannia. Archiv für die Ornithologie, vorzugsweise Europa’s. Organ des deutschen Ornithologen-Vereins, unter Mitwirkung vieler Ornithologen. Band 1, Nr. 3, 1850, S. 56–61 (biodiversitylibrary.org).
- Antikritik. In: Naumannia. Archiv für die Ornithologie, vorzugsweise Europa’s. Organ des deutschen Ornithologen-Vereins, unter Mitwirkung vieler Ornithologen. Band 2, Nr. 1, 1851, S. 88–89 (biodiversitylibrary.org).
- Zur Charakteristik der Eier. In: Naumannia. Archiv für die Ornithologie, vorzugsweise Europa’s. Organ des deutschen Ornithologen-Vereins, unter Mitwirkung vieler Ornithologen. Band 3, Nr. 1, 1853, S. 147–153 (biodiversitylibrary.org).
- Schader’s Beobachtungen über die Vögel Lapplands. In: Journal für Ornithologie. Band 1, Nr. 4, 1853, S. 240–260 (biodiversitylibrary.org).
- Schader’s Beobachtungen über die Vögel Lapplands. In: Journal für Ornithologie. Band 1, Nr. 4, 1853, S. 305–326 (biodiversitylibrary.org).
- Ornithologische Aphorismen. In: Journal für Ornithologie. Band 2, Nr. 8, 1854, S. 180–182 (biodiversitylibrary.org).
- Bemerkenswerthes in Bezug auf die Färbung der Raubvögel-Eier. In: Journal für Ornithologie. Band 3, Nr. 15, 1855, S. 209–214 (biodiversitylibrary.org).
- mit Friedrich Wilhelm Justus Baedeker, Christian Ludwig Brehm: Die Eier der europaeischen Voegel nach der Natur gemalt. Mit einer Beschreibung des Nestbaues gemeinschaftlich bearbeitet mit L. Brehm und W. Paessler. 1: Acciptres. Herausgegeben und Verlegt von J. Baedeker, Leipzig und Iserlohn (biodiversitylibrary.org – 1855-1863).
- mit Friedrich Wilhelm Justus Baedeker, Christian Ludwig Brehm: Die Eier der europaeischen Voegel nach der Natur gemalt. Mit einer Beschreibung des Nestbaues gemeinschaftlich bearbeitet mit L. Brehm und W. Paessler. 2: Oscines. Herausgegeben und Verlegt von J. Baedeker, Leipzig und Iserlohn (biodiversitylibrary.org – 1855-1863).
- Die Brutvögel Anhalts. In: Journal für Ornithologie. Band 4, Nr. 19, 1856, S. 34–68 (biodiversitylibrary.org).
- Ornithologische Aphorismen. In: Journal für Ornithologie. Band 4, Nr. 23, 1856, S. 387–389 (biodiversitylibrary.org).
- Zur Naturgeschichte der Sylvia cisticola und Hirundo rufula. In: Journal für Ornithologie. Band 5, Nr. 26, 1857, S. 115–118 (biodiversitylibrary.org).
- Johann Friedrich Naumann. In: Journal für Ornithologie. Band 5, Nr. 29, 1857, S. 360–362 (biodiversitylibrary.org).
- Beobachtungen über ziehende und brütende Vögel in Anhalt, im Frühjahr 1857. In: Journal für Ornithologie. Band 5, Nr. 30, 1857, S. 399–415 (biodiversitylibrary.org).
- Ueber die verschiedene Färbung der Eier des Lanius collurio. In: Journal für Ornithologie. Band 6, Nr. 31, 1858, S. 43–46 (biodiversitylibrary.org).
- Oologische und ornithologische Beobachtungen aus dem Jahr 1858. In: Journal für Ornithologie. Band 7, Nr. 38, 1859, S. 96–109 (biodiversitylibrary.org).
- Beobachtungen aus dem Jahre 1863 und 1864 in Anhalt. In: Journal für Ornithologie. Band 13, Nr. 73, 1865, S. 30–42 (biodiversitylibrary.org).
- Die Species-Dignität des Anthus cervinus. In: Journal für Ornithologie. Band 7, Nr. 38, 1859, S. 464–469 (biodiversitylibrary.org).
- Die Eier der Alca impennis in deutschen Sammlungen. In: Journal für Ornithologie. Band 8, Nr. 43, 1860, S. 58–60 (biodiversitylibrary.org).
- Oologische Bemerkungen. Veranlasst durch den Aufsatz von H. Kunz: „Die Oologie physiologisch betrachtet“. In: Journal für Ornithologie. Band 8, Nr. 46, 1860, S. 284–298 (biodiversitylibrary.org).
- Beobachtungen in den Jahren 1859 und 1860 in der Umgebung von Mühlstedt und Rosslau, in Anhalt. In: Journal für Ornithologie. Band 9, Nr. 54, 1861, S. 433–439 (biodiversitylibrary.org).
- Beobachtungen aus dem Jahre 1863 und 1864 in Anhalt. In: Journal für Ornithologie. Band 13, Nr. 74, 1865, S. 30–42 (biodiversitylibrary.org).
- Ist Stimme und Gesang eines Vogels ein ausreichendes Artkennzeichen? In: Journal für Ornithologie. Band 13, Nr. 76, 1865, S. 255–260 (biodiversitylibrary.org).
- Beobachtungen in Anhalt aus dem Jahr 1865. In: Journal für Ornithologie. Band 13, Nr. 77, 1865, S. 297–306 (biodiversitylibrary.org).
- Friedrich Wilhelm Justus Baedeker. In: Journal für Ornithologie. Band 14, Nr. 79, 1866, S. 51–59 (biodiversitylibrary.org).
- Einige Beobachtungen aus dem Jahre 1866. In: Journal für Ornithologie. Band 15, Nr. 65, 1866, S. 56–64 (biodiversitylibrary.org).